# Zwart-wit dikbekje
Het zwart-wit dikbekje (Sporophila luctuosa) is een zangvogel uit de familie Thraupidae (tangaren).

## Verspreiding en leefgebied
Deze soort komt voor in de Andes van Colombia tot westelijk Venezuela, noordelijk Bolivia en zuidwestelijk Brazilië.